# Montagna di Marzo
Montagna di Marzo è un pianoro semi-isolato, presente in Sicilia nel territorio di Piazza Armerina dal quale dista circa 8 chilometri in direzione nord-ovest. Nella leggenda popolare locale la montagna è avvolta nel mistero e le leggende e i ricchi tesori violentemente rapiti dai tombaroli hanno continuato ad alimentare queste storie. 
Le prime notizie archeologiche provengono dall'archeologo trentino Paolo Orsi che nel 1930 descrisse le ricchezze che nel corso degli anni venivano sottratte, in maniera illecita, alimentando grandi collezioni. Successivamente, negli anni 50, l'archeologo Dinu Adamesteanu riconobbe, attraverso un'interpretazione aerofotogrammetrica, parte delle vie d'accesso antiche alla città antica. Negli anni 60 furono eseguite le prime indagini archeologiche dirette da Gino Vinicio Gentili e successivamente seguite dal prof. Vito Romano che individuò anche un'area sacra. Anche Luigi Bernabò Brea e successivamente Luciano Mussinano indagarono importanti porzioni dell'abitato e della necropoli supportati dagli studiosi locali Vito Romano e Ignazio Nigrelli.
Le tracce più antiche della presenza dell'uomo sono probabilmente legate ad una frequentazione protostorica, inquadrabile all'età del bronzo medio 1-2 (cronologia europea), attribuita alla cultura di Castelluccio per il ritrovamento di coppe su piede dipinte con motivi a fasce sulla sommità del pianoro. L'insediamento è noto soprattutto per le sue fasi successive attestate a partire dal VI secolo a.C. e fino alla fase tardo antica. Non mancano le fasi successive di cui si ha notizia per la presenza di una necropoli di età bizantina. Gli scavi archeologici hanno permesso di individuare un impianto urbano con un'organizzazione ortogonale costituito da due strade principali e altre perpendicolari secondarie. L'impostazione finale della città è probabilmente databile alla fine del IV secolo a.C. Nell'area sud-ovest, fuori le mura e al di sotto del pianoro fu individuata e indagata un'importante area santuariale dedicata alla divinità ctonie e poco distante un'area sacra attribuibile al culto di Demetra. 
Una cinta muraria, costruita in periodi diversi, fortifica tutti i lati del pianoro, tranne quello dell’acropoli, difeso naturalmente. In essa si apre a sud una porta, mentre alcune postierle sono distinguibili lungo il percorso murario. A difesa della porta sud è una torre a pianta rettangolare, costruita con pietrame a secco all’interno e paramento in blocchi parallelepipedi in arenaria, di cui alcuni costituiti da elementi architettonici riutilizzati. Per essa è stata proposta una datazione al III sec. a.C.
Per quanto riguarda le aree sacre,
La città fortificata è circondata da diversi nuclei di necropoli:
- necropoli est
- necropoli ovest
- necropoli Cammarata
- necropoli di Ramursura

Ci sono molti nodi da sciogliere circa l'identificazione della città con l'antica Herbessos ma la notevole quantità di monete rinvenute e nuovi studi storiografici sembrerebbero da supporto tale tesi.